# Атрек
Атре́к (туркм. Etrek; перс. اترک‎; Селяха, Суляха) — река в Иране и Туркменистане. Длина реки — 669 км, площадь горной части бассейна — 27 300 км², средний расход воды у посёлка городского типа Кизил-Атрек — 9,2 м³/с. С конца XIX века вода доходит до Каспийского моря только в половодье, в остальное время разбирается на орошение плодородного оазиса (цитрусовые, хлопок). Некогда главный приток — р. Сумбар (справа), также разбирается на орошение и до Атрека доходит лишь в половодье. Из-за сильного обмеления нерест каспийского осётра в реке полностью прекратился с середины XX века (таким образом, учитывая, что Атрек — единственная река, впадающая в Каспий на территории Туркменистана, репродукция осетровых на территории этой страны полностью прекратилась).

## Гидрография
На территории Ирана Атрек течёт в узкой горной долине, разделяя Нишапурские горы и Копетдаг. Далее долина расширяется. Ранее при впадении в Каспийское море образовывал болотистую дельту, ныне обезвоженную большую часть года. Питание в основном снеговое, дождевое и ключевое (подземное). Половодье весной и в первой половине лета, затем позднелетняя и осенне-зимняя межень.

## География
Атрек берёт начало недалеко от города Заукафан в Хорасанском Курдистане (так называемые Туркмено-Хорасанские горы), впадает в залив Гасан-кули (ранее именовался Гассан-Кудисский культук) Каспийского моря; в нижнем течении с конца XIX века течении служил границей между Российской империей и Персией (Ираном).

Весной река сильно разливается, а её ил способствует плодородию прибрежной местности; по берегам Атрека в XVI—XVII веках осели туркмены племени йомуд.